# Ambulante Operation
Unter einer ambulanten Operation versteht man bestimmte chirurgische Leistungen, die in der Praxis, Praxisklinik oder im Krankenhaus ohne anschließende Übernachtung (Hospitalisation) erbracht werden.
Das Ziel ambulanter Operationen ist es, über geeignete tarifliche Rahmenbedingungen unnötige vollstationäre Krankenhausbehandlungen zu vermeiden, falls die Erkrankung und der Patient dies zulassen. So kann oftmals eine patientengerechtere und wirtschaftlichere Versorgung sichergestellt werden. Gerade für die Nachsorge einer solchen Behandlung spielt die Kooperation von Operationszentrum und niedergelassenen Leistungserbringern (Ärzte, Physiotherapeuten) eine wichtige Rolle.  
Ambulante Operationen erfolgen in der Regel auf Überweisung eines niedergelassenen Arztes, der zur Vermeidung von Doppeluntersuchungen dem Operateur Unterlagen zur Verfügung stellt. Das Recht des Patienten auf die freie Arztwahl gilt auch für ambulante Operationen.
In Deutschland unterliegt die Genehmigung für Ärzte zum ambulanten Operieren der Befolgung des „Vertrags nach § 115b Abs. 1 SGB V – Ambulantes Operieren und stationsersetzende Eingriffe im Krankenhaus“ (AOP-Vertrag), der zwischen dem GKV-Spitzenverband, der Deutschen Krankenhausgesellschaft und der Kassenärztlichen Bundesvereinigung geschlossen wurde. Zum Grundvertrag gehört auch ein Katalog ambulant durchführbarer Operationen und sonstiger stationsersetzender Eingriffe im Krankenhaus, die nach dem Einheitlichen Bewertungsmaßstab (EBM) gemäß § 87 Abs. 2 SGB V erfolgt. Für ambulante Operationen im Krankenhaus wird seit 2005 auch der Operationen- und Prozedurenschlüssel (OPS) angewandt.

## Ältere Literatur
- Richtlinie der Bundesärztekammer zur Qualitätssicherung ambulanter Operationen. Stand 13. April 1994. In: Bremer Ärzteblatt. Band 48, 1995, S. 1–3.
- Karl Hempel, Jörg Rüdiger Siewert, Leo Lehr: Ambulante Chirurgie. Definitionen, sozio-ökonomische und juristische Aspekte. In: Der Chirurg. Band 66, 1995, S. 277–281.
- Hans W. Opderbecke (Hrsg.): Voraussetzungen zur Durchführung ambulanter Anaesthesieverfahren. Entschließung der Deutschen Gesellschaft für Anaesthesiologie und Intensivmedizin. In: Der Anaesthesist. Band 33, Heft 1, Januar 1984, S. 71–72.